# Чаттерджи, Басу
Басу Чаттерджи (бенг. বাসু চ্যাটার্জ্জী; 10 января 1930, Аджмер, Британская Индия — 4 июня 2020, Мумбаи) — индийский кинорежиссёр
 и сценарист. Лауреат Filmfare Award за лучшую режиссуру в фильме «Хозяин» (1978).

## Биография
Родился в Аджмере в 1930 году, переехал в Бомбей в 1950-е годы и 18 лет проработал карикатуристом-иллюстратором в еженедельном таблоиде Blitz.
Также работал в западном регионе Федерации кинематографических обществ Индии и в редакционной коллегии журнала Close Up, издаваемого Film Forum в 1970-е годы.
В 1966 году Чаттерджи стал помощником Басу Бхаттачарья на съёмках фильма «Третья клятва».
Как режиссёр дебютировал с фильмом Sara Aakash (1969), который критиковал патриархат и принудительные браки и запомнился отмеченной наградами работой кинематографиста К. К. Махаджана.
Сам Чаттерджи был награждён Filmfare Award за лучший сценарий.
Его второй фильм, Piya Ka Ghar, адаптировал мелодраму на маратхи «Зять из Бомбея» (1970) Раджи Тхакура, действие которой происходит в многоквартирном доме низшего класса.
В его следующем фильме Rajanigandha (1974), героиня которого разрывается между двумя возлюбленными, дебютировали Видья Синха и Амол Палекар. Романтическая комедия «Маленькая вещь» (1976), где главные роли также сыграли Палекар и Синха, принесла ему вторую премию Filmfare за сценарий.
Во второй половине 1970-х годов Чаттерджи снимал по несколько фильмов в год, но не все из них оказались такими запоминающимися. В 1979 году он снял фильм с суперзвездой того времени Амитабхом Баччаном, «Прости, Аруна», но кассовые сборы оказались скромными. В 1982 году после множества легких мелодрам он выпустил «Бес в ребро», дерзкую комедию о трех стариках, которые все ещё пытаются заполучить любовь юной девушки. Затем Чаттерджи перешел к более серьезным темам в Ek Ruka Hua Faisla (1986), адаптации «12 разгневанных мужчин» (1957) Сидни Люмета, Sheesha (1986), который касался темы сексуальных домогательств на рабочем месте, Kamla Ki Maut (1989), поднимающий тему добрачного секса и отношения к нему в индийском обществе.
В 1985—1995 года Чаттерджи выпустил 4 телесериала, снимая и монтируя 30 минутный эпизод за два дня. Среди них — Rajani (о правах потребителей), Darpan (экранизация известных рассказов) и Kakkaji Kahin, сатира о политиках.
Режиссёр скончался 4 июня 2020 в Мумбаи в возрасте 90 лет.